# 柳井市古市金屋伝統的建造物群保存地区
柳井市古市金屋伝統的建造物群保存地区（やないしふるいちかなやでんとうてきけんぞうぶつぐんほぞんちく）は、山口県柳井市にある伝統的建造物群保存地区。国の重要伝統的建造物群保存地区として選定されている。柳井市柳井津の一部、約1.7haの範囲である。

## 概要

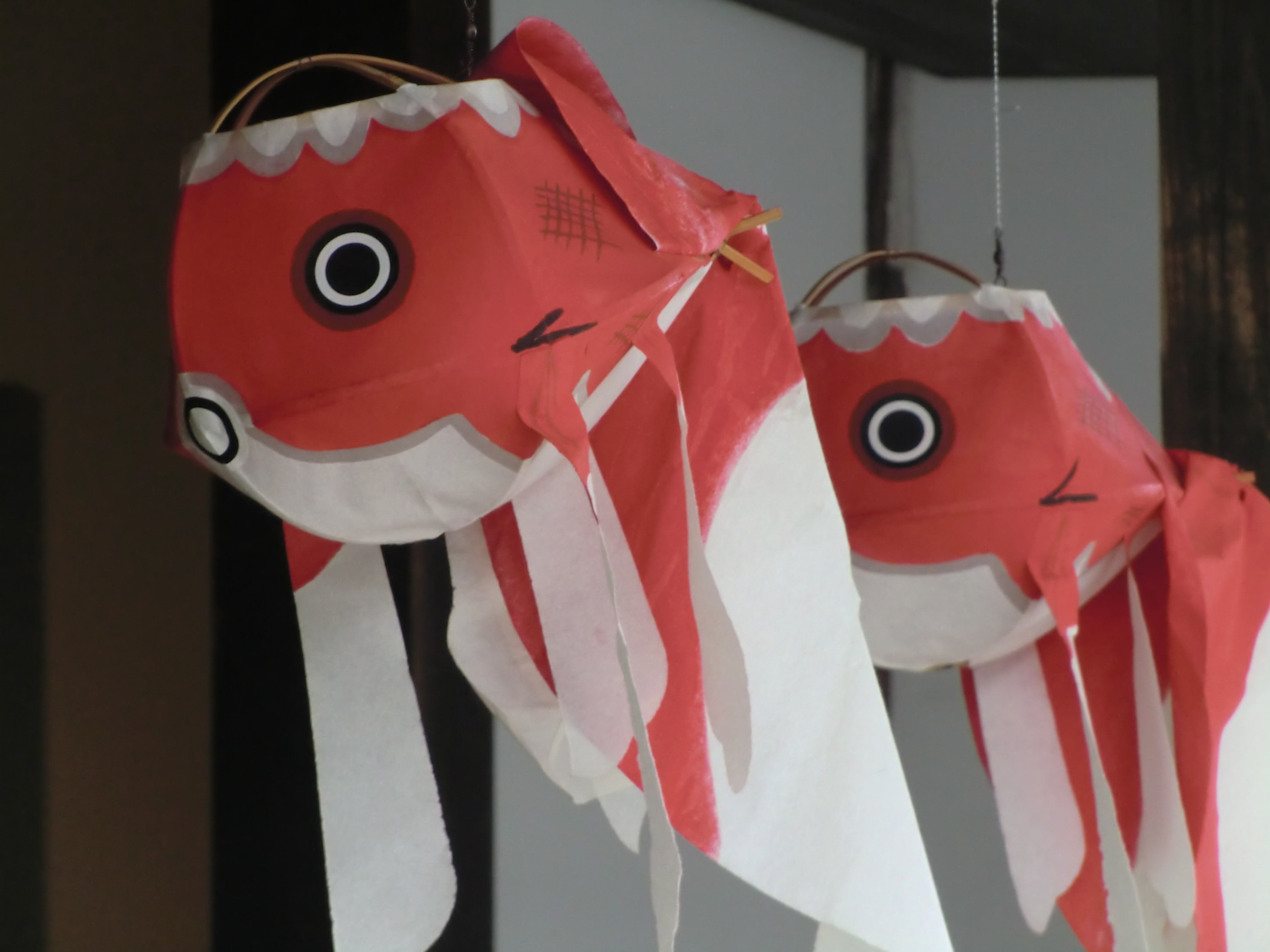
金魚ちょうちん。弘前ねぷたを参考に考えられたと言われており、赤色は柳井縞の染料が用いられている。

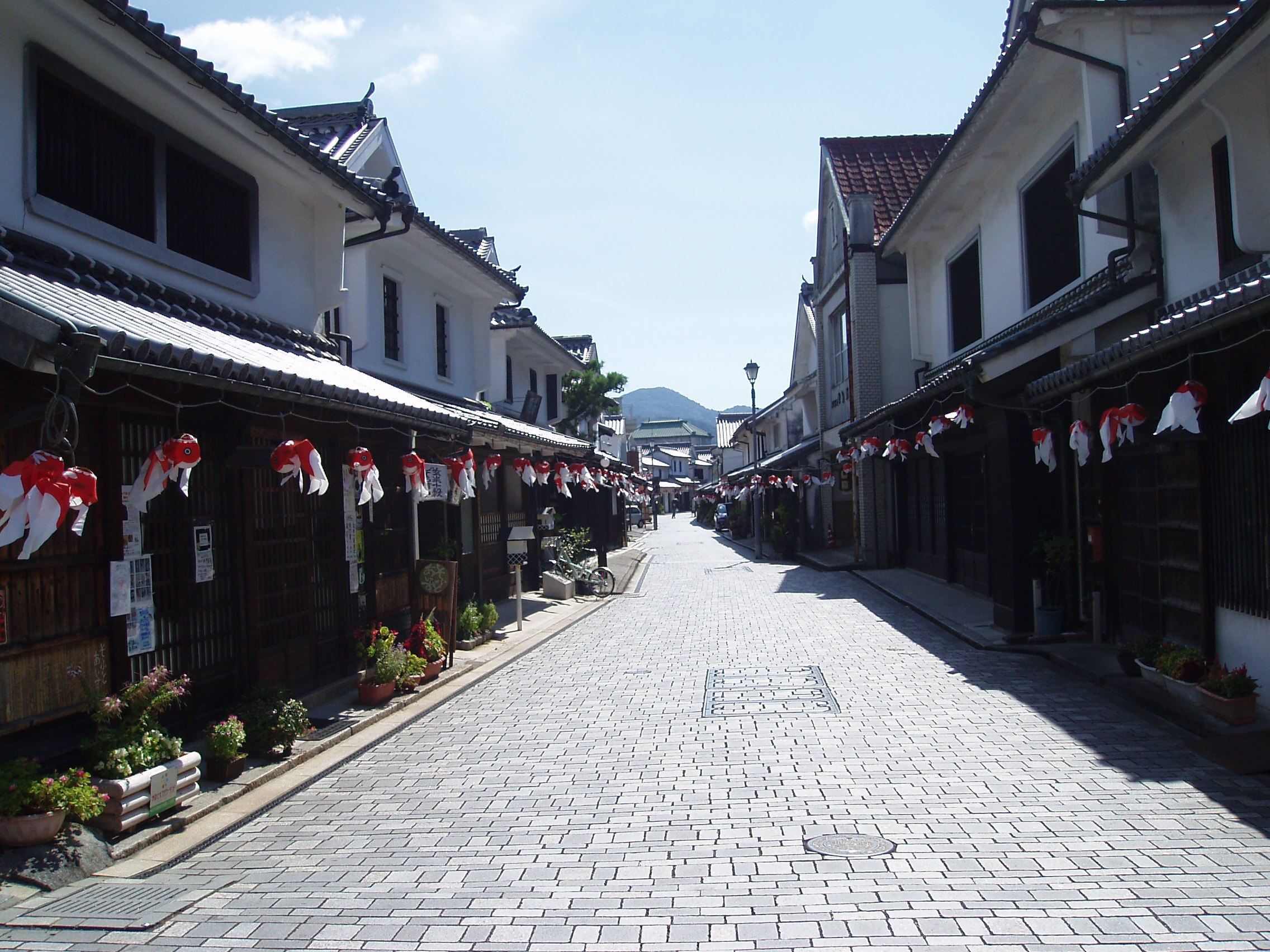
金魚ちょうちんのある白壁の街並み。

山口県柳井市を流れる柳井川は、物資輸送の役割を果たし、古くから瀬戸内海の要衝として栄えた。柳井川の北側にある柳井津はその中心街であり、その東西に通じる本町通りの南北両側に、江戸時代中期から明治初期にかけての伝統的建造物が立ち並んでいる。
建物は、妻入り本瓦葺の二階建てを基本とし、漆喰壁の白壁に深い陰影をつけた重厚な造りである。
柳井市の伝統工芸品の1つである金魚ちょうちんは、古市の商人であった熊谷林三郎が考案したと言われており、毎年8月には「柳井金魚ちょうちん祭り」が開催され、古市金屋の白壁の街並みにも金魚ちょうちんが飾られている。

## 重要伝統的建造物群保存地区データ
地区名称：柳井市古市金屋
種別：商家町
選定年月日：1984年12月10日
選定基準：（1）伝統的建造物群が全体として意匠的に優秀なもの
面積：1.7ha

## 主な建造物・施設
- 白壁ふれあい広場
- 国森家住宅
- 甘露醤油資料館（佐川醤油店）
- 柳井市町並み資料館
- 湘江庵
- むろやの園
- やない西蔵
- しらかべ学遊館
- 古市金屋線まちかど広場 - 平成6年（1994年）度手づくり郷土賞（ふるさとの文化を育む街角の広場）受賞。

## アクセス
- JR西日本山陽本線柳井駅下車 徒歩約10分
- 山陽自動車道玖珂ICから車で約20分
- 山陽自動車道熊毛ICから車で約25分

## 周辺情報
- やまぐちフラワーランド
- 余田臥龍梅（国の天然記念物）
- 柳井茶臼山古墳
- ふれあいどころ473
- 大畠瀬戸
- 平郡島